# Louise Weissová
Louise Weissová (25. ledna 1893 Arras – 26. května 1983 Paříž) byla francouzská spisovatelka a politička.
Narodila se jako nejstarší z šesti dětí v zámožné rodině důlního inženýra. Její otec byl alsaský protestant, matka pocházela z židovské rodiny s kořeny v Čechách. Vystudovala klasické jazyky na Oxfordské univerzitě.
V letech 1. světové války prožila milostný vztah s Milanem Rastislavem Štefánikem, díky němu podporovala československý boj za samostatnost. V letech 1918–1934 vydávala časopis L'Europe nouvelle, propagující spolupráci mezi Francií a Německem. Hlásila se k pacifismu a feminismu, organizovala protestní akce za volební právo žen, např. rozhazovala letáky při finále francouzského fotbalového poháru v roce 1936. Za 2. světové války působila v odboji. O útěku vichistické vlády do exilu napsala hru Sigmaringen ou les potentats du néant. Po válce cestovala po zemích Třetího světa a natáčela dokumentární filmy. Spolupracovala také s Gastonem Bouthoulem, zakladatelem polemologie. Založila vlastní nadaci, udělující ceny bojovníkům za mír.
Patřila k průkopníkům evropské integrace. V roce 1979 byla za Evropskou lidovou stranu zvolena v prvních volbách do Evropského parlamentu a byla jeho nejstarší členkou. Byla po ní pojmenována hlavní budova Evropského parlamentu ve Štrasburku Bâtiment Louise-Weiss.